# Pararge uralensis
Pararge uralensis är en fjärilsart som beskrevs av Felix Bryk 1953. Pararge uralensis ingår i släktet Pararge och familjen praktfjärilar. Inga underarter finns listade i Catalogue of Life.